# 梁泰來
梁泰來（英語：Terry Leung，1967年10月27日—），香港資深傳媒人。他是陳志雲的愛將。

## 簡歷
他曾就讀天主教總堂區學校、金文泰中學及香港中文大學生物化學系，於2002年至2012年任職《明報周刊》娛樂組資深記者。2012年轉職香港商業電台，現職商業電台節目《1圈圈》主持及對外事務部總監。

## 外部連結
- 梁泰來的新浪微博
- 梁泰來的Facebook專頁